# Жиро, Анри
Анри Оноре Жиро (фр. Henri Honoré Giraud; 18 января 1879, Париж — 13 марта 1949, Дижон) — французский военачальник, армейский генерал, участник двух мировых войн.

## Биография
В 1900 году окончил Сен-Сирское военное училище. Направлен в Северную Африку, где служил в 4-м полку зуавов.
Участник Первой мировой войны, сражался на Севере Франции, капитан зуавов. 30 августа 1914 года пленён немцами в битве при Сен-Кантене, но через два месяца смог сбежать из госпиталя в Ориньи-Сент-Бенуат (где находился на излечении от вызванного ранением плеврита) и, вместе с другим французским офицером, через Нидерланды вернуться во Францию.
Далее служил в Гааге под началом французского военного атташе. Направлен с миссией в Англию, откуда возвращается на крейсере со своим другом из разведки капитаном Валльнером, а также с главой МИДа Делькассе и российским министром финансов Петром Барком.
Затем Жиро перешёл в штаб 5-й армии, к достигшему генеральского чина д’Эспере; вернувшись на фронт, он в 1917 году участвовал в битве при Шмен-де-Дам и захвате форта Мальмезон.
В 1918 году назначен в штаб генерала Франше д’Эспере в Константинополе.
В 1922—1926 годах служил в Северной Африке, участвовал в подавлении восстания в Марокко; командир 17-го Алжирского полка. В 1927—1930 годах — инструктор Высшей военной школы. С 16 марта 1932 года — Великий офицер ордена Почётного легиона. С 18 апреля 1934 года — командир района «Оран» в Северной Африке. С 11 апреля 1936 года — командующий войсками 6-го военного округа и военный губернатор Страсбурга. Обладал заносчивым и амбициозным характером и не пользовался любовью в армии. С 3 июня 1939 года — член Высшего военного совета. С 1939 года — командующий Армией резерва.

После начала 2-й мировой войны 2 сентября 1939 года Жиро был назначен командующим 7-й армией, в задачу которой входило оказание помощи Нидерландам. 

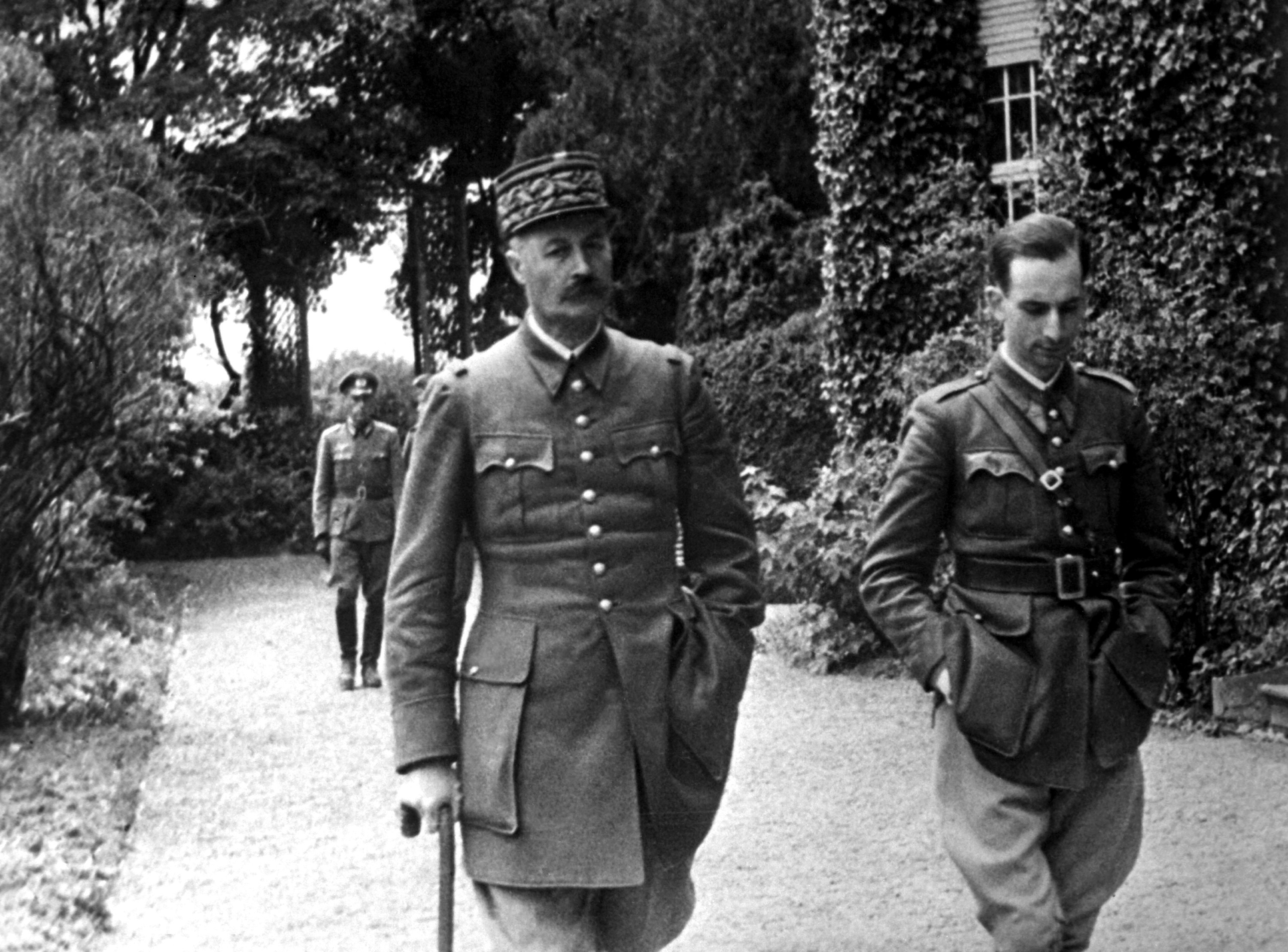
Пленный генерал Жиро на ежедневной прогулке (точная дата снимка неизвестна).

10 мая 1940 года начал стремительное наступление, захватив несколько островов, контролировавших устье Шельды, однако прорыв немцами французской обороны вынудил его начать отступление (сумел сохранить руководство войсками и отвёл армию в полном порядке). После этого Жиро возглавил группировку, куда вошли уцелевшие части 9-й и 6-й армий. Он отказался эвакуироваться из Франции и оказывал сопротивление превосходящему противнику до последней возможности.
19 мая 1940 года капитулировал в Васиньи. Был заключен в крепость Кёнигштайн лагерь для французских военнопленных высших офицеров, откуда бежал 17 апреля 1942 года в «Свободную зону». Маршал Петен принял Жиро как личного гостя, но настойчиво попросил его вернуться в Германию, поскольку опасался обострения отношений с Гитлером. Жиро согласился, но выдвинул условие — освобождение полумиллиона французских военнопленных, содержавшихся ещё с лета 1940 года.
Одновременно с этим Жиро стал тайно вести переговоры с англо-американским командованием, с тем, чтобы возглавить вторжение в Марокко и Алжир.

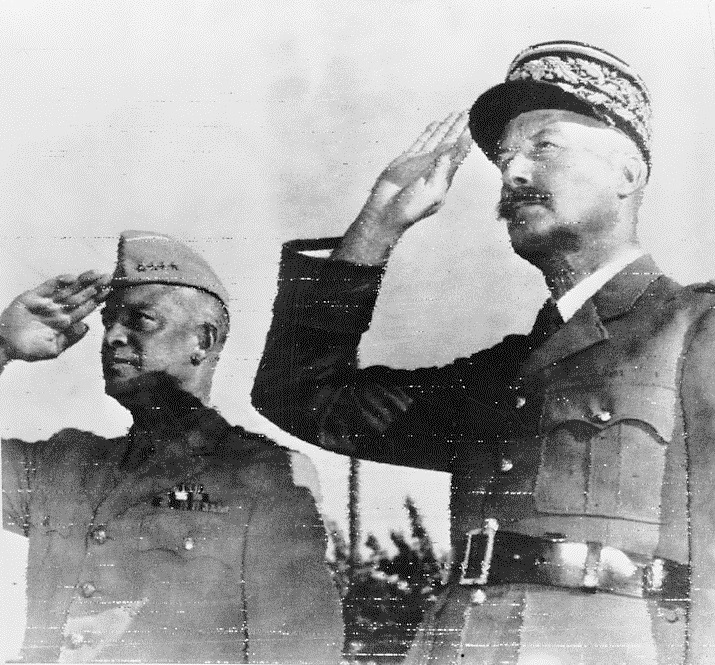
Главнокомандующий войсками Союзников в Северной Африке генерал Эйзенхауэр и командующей французской Африканской армией генерал Жиро отдают честь флагам двух наций у штаб-квартиры Союзных войск в Алжире (1943).

 7 ноября 1942 года, за несколько дней до начала операции «Факел», Жиро на подводной лодке «Сераф» был тайно доставлен из Франции в Гибралтар. После этой операции он стал командующим французскими войсками в Северной Африке. После убийства Дарлана 27 декабря 1942 года Жиро занял пост Верховного комиссара Французской Северной и Западной Африки.
Жиро был основным соперником Шарля де Голля в борьбе за руководящую роль во французском правительстве в изгнании. После создания 3 июня 1943 года Французского комитета национального освобождения (ФКНО) Жиро и де Голль стали его сопредседателями. 22 июня Жиро также стал главнокомандующим войсками ФКНО в Северной Африке и Французской Экваториальной Африке, а с 4 августа 1943 года — главнокомандующим всеми войсками ФКНО.
19 ноября 1943 года Жиро ушёл в отставку с поста сопредседателя ФКНО, а 4 апреля 1944 перестал быть главнокомандующим войсками ФКНО, получив почётный пост генерал-инспектора французской армии. 28 августа 1944 в Алжире на него было совершено покушение.
С 1944 года Жиро был вице-председателем Высшего военного совета, в состав которого входил до 11 марта 1949 года.
2 июня 1946 года Жиро был избран от Республиканской партии свободы в Конституционную ассамблею.
Написал мемуары «Мои побеги» (1946) и «Алжир 1942—1944» (1949).

## Семья
10 октября 1908 года Анри Жиро женился на Селен Лаперотт (1889—1976), в этом браке у них родилось восемь детей.
Во время Второй мировой войны и после высадки в Северной Африке семья генерала Жиро, оставшаяся во Франции, пребывала под наблюдением полиции Виши. После высадки на Корсике 18 членов его семьи, в том числе внуки грудного возраста, были в октябре 1943 года арестованы гестапо и вывезены в Германию. Старшая дочь генерала, захваченная в Тунисе, также была вывезена в Германию вместе с детьми; она скончалась в Тюрингии из-за отсутствия врачебного ухода.
Генерал Жиро также является дедом современного французского историка и журналиста Анри-Кристиана Жиро.